# 濱口女子大学
『濱口女子大学』（はまぐちじょしだいがく）は、テレビ大阪制作のバラエティ番組である。司会を務める濱口優と鈴木拓の冠番組。制作局のテレビ大阪では2015年7月15日未明（14日深夜）に放送を開始した。
タイトルには副題が付けられており、番組開始時は『濱口女子大学〜軽トラとテントと鈴木〜』であったが、2016年4月20日未明（19日深夜）放送分より、『濱口女子大学 〜街とテントと鈴木拓〜』（はまぐちじょしだいがく まちとテントとすずきたく）に改題された。

## 概要
濱口優（よゐこ）と鈴木拓（ドランクドラゴン）が全国各地の女子大学を予約無しで訪問し、軽トラックの荷台に載せたテントの中で、女子大生の悩み相談に応じる。またほかのミニコーナーも随時放送される。
悩み相談は当初女子大生限定で実施されたが、現番組名に改題後はそれ以外の人々も対象としている。

## 出演者
- 濱口優（よゐこ）
- 鈴木拓（ドランクドラゴン）
- P.IDL 選抜メンバー（2017年1月 - ）[1]

## ネット局
| 放送局      | 放送曜日             | 放送時間    |
| ----------- | -------------------- | ----------- |
| テレビ大阪  | 日曜日（土曜日深夜） | 3:05 - 3:35 |
| TVQ九州放送 | 日曜日（土曜日深夜） | 2:00 - 2:30 |

### 過去のネット局
- TOKYO MX[2]
- 山形テレビ（テレ朝系）→テレビユー山形（TBS系）

## DVD
- 濱口女子大学〜軽トラとテントと鈴木〜 スペシャルセレクション（2016年4月7日、株式会社ケンメディア）[3]

## 配信版
濱口女子大学Amazonスペシャルのタイトルで2017年9月8日 - 9月29日に毎週Amazonプライムビデオで配信。コンプライアンスなどから地上波ではできなかったお蔵入り企画を実施しており、鈴木拓は「ある意味AVなんかよりもエロい」とコメントしている。Amazonプライムビデオで地上波版も随時配信したほか、GYAO!やHuluでも配信した。